# 1. Division (Schach) 1997/98
Die Saison 1997/98 war die 36. Spielzeit der 1. Division, der damals höchsten Spielklasse der dänischen Mannschaftsmeisterschaft im Schach. 
Der Aufsteiger Gistrup Skakforening gewann alle Wettkämpfe und wurde überlegen Dänischer Meister. Der Titelverteidiger Espergærde Skakklub musste sich mit dem vierten Platz begnügen. 
Zweiter Aufsteiger aus der 2. Division war die Frederiksberg Skakforening, die als Tabellenletzter chancenlos direkt wieder abstieg. Den zweiten Abstiegsplatz machten der Århus Skakklub und der Skakklubben K41 unter sich aus, durch zwei Siege in den beiden letzten Runden erreichte Århus den rettenden sechsten Platz.
Zu den gemeldeten Mannschaftskadern siehe Mannschaftskader der 1. Division (Schach) 1997/98.

## Spieltermine
Die Wettkämpfe wurden ausgetragen am 2., 15. und 16. November 1997, 11. Januar 1998, 1. Februar 1998 sowie am 14. und 15. März 1998. Die beiden letzten Runden wurden zentral in Århus gespielt.

## Abschlusstabelle
| Pl. | Verein                         | Sp | G | U | V | Brett-P.  | MP   |
| --- | ------------------------------ | -- | - | - | - | --------- | ---- |
| 01. | Gistrup Skakforening (N)       | 7  | 7 | 0 | 0 | 38,5:17,5 | 14:0 |
| 02. | Skolernes Skakklub             | 7  | 5 | 0 | 2 | 31,5:24,5 | 10:4 |
| 03. | SK 1934 Nykøbing               | 7  | 4 | 1 | 2 | 31,5:24,5 | 9:5  |
| 04. | Espergærde Skakklub (M)        | 7  | 4 | 0 | 3 | 31,5:24,5 | 8:6  |
| 05. | Skakklubben Sydøstfyn          | 7  | 3 | 2 | 2 | 30,0:26,0 | 8:6  |
| 06. | Århus Skakklub                 | 7  | 2 | 0 | 5 | 25,0:31,0 | 4:10 |
| 07. | Skakklubben K41                | 7  | 0 | 1 | 6 | 21,5:34,5 | 1:13 |
| 08. | Frederiksberg Skakforening (N) | 7  | 1 | 0 | 6 | 14,5:41,5 | 2:12 |

### Entscheidungen
|     | Dänischer Mannschaftsmeister: Gistrup Skakforening                        |
|     | Absteiger in die 2. Division: Skakklubben K41, Frederiksberg Skakforening |
| (M) | Meister der letzten Saison                                                |
| (N) | Aufsteiger der letzten Saison                                             |

### Kreuztabelle
| Ergebnisse | Ergebnisse                 | 01. | 02. | 03. | 04. | 05. | 06. | 07. | 08. |
| ---------- | -------------------------- | --- | --- | --- | --- | --- | --- | --- | --- |
| 01.        | Gistrup Skakforening       |     | 6   | 5   | 5½  | 5   | 5   | 5½  | 6½  |
| 02.        | Skolernes Skakklub         | 2   |     | 5   | 4½  | 3   | 6½  | 4½  | 6   |
| 03.        | SK 1934 Nykøbing           | 3   | 3   |     | 4½  | 4   | 4½  | 5½  | 7   |
| 04.        | Espergærde Skakklub        | 2½  | 3½  | 3½  |     | 5   | 5½  | 4½  | 7   |
| 05.        | Skakklubben Sydøstfyn      | 3   | 5   | 4   | 3   |     | 4½  | 4   | 6½  |
| 06.        | Århus Skakklub             | 3   | 1½  | 3½  | 2½  | 3½  |     | 5   | 6   |
| 07.        | Skakklubben K41            | 2½  | 3½  | 2½  | 3½  | 4   | 3   |     | 2½  |
| 08.        | Frederiksberg Skakforening | 1½  | 2   | 1   | 1   | 1½  | 2   | 5½  |     |

## Die Meistermannschaft
| 1. | Gistrup Skakforening |
| Abgebildet sind sechs Schachfiguren. In Weiß: König, Läufer und Bauer. In Schwarz: Dame, Turm und Springer. | Peter Heine Nielsen, Jacob Aagaard, John Rødgaard, Leif Kristensen, Jackie Andersen, Stefan Christensen, Tommy Nielsen, Bjarke Jensen, Lars Meyer, Jan Nielsen. |